# Węgierska Górka
Węgierska Górka (deutsch: Ungarnberg) ist eine Ortschaft mit rund 4.000 Einwohnern und Hauptort der gleichnamigen Landgemeinde im Powiat Żywiecki in der polnischen Woiwodschaft Schlesien.

## Geographie
Węgierska Górka liegt in den Westbeskiden südlich der Stadt Żywiec. Durch die Gemeinde fließt der Fluss Soła, der in die Weichsel mündet.

## Geschichte
Der Ort wurde im Jahre 1477 erstmals urkundlich erwähnt. Im Jahre 1629 wurde dort ein Vorwerk von Mikołaj Komorowski gegründet. Zwischen 1838 und 1844 wurde eine der größten Eisenhütten in Galizien gebaut. Im Jahre 1900 hatte Węgierska Górka, der Ortsteil der Gemeinde Cięcina, in 72 Häusern 537 Einwohner, davon 460 polnischsprachig, 63 deutschsprachig, 476 römisch-katholisch, 9 Juden, 52 anderen Glaubens (überwiegend evangelisch).
1918, nach dem Ende des Ersten Weltkriegs und dem Zusammenbruch der k.u.k. Monarchie, kam Węgierska Górka zu Polen. Unterbrochen wurde dies nur durch die Besetzung Polens durch die Wehrmacht im Zweiten Weltkrieg. Zwischen 2. und 3. September 1939 fand dort eine Schlacht – auch Westerplatte des Südens genannt – statt.

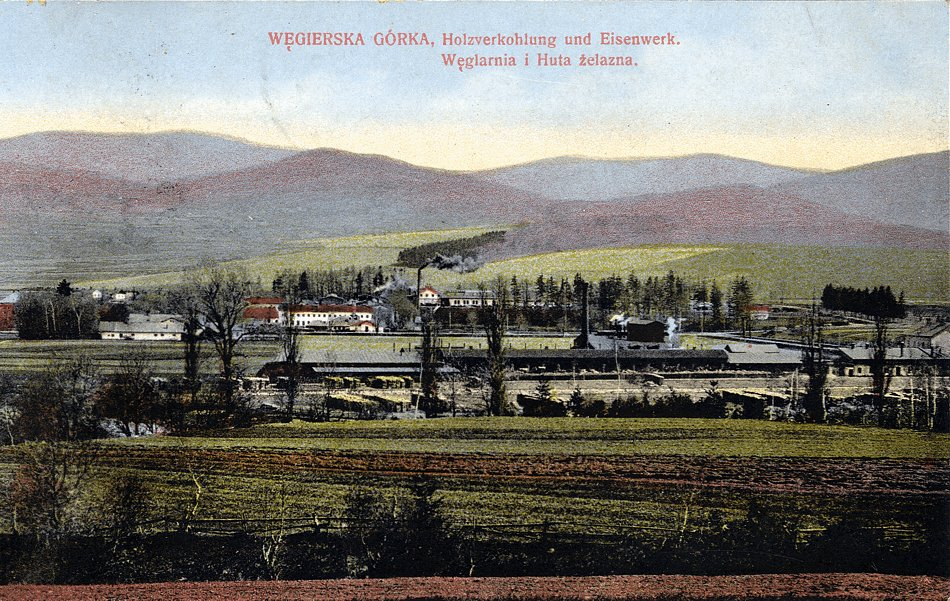
Holzverkohlung und Eisenwerk im Jahre 1914
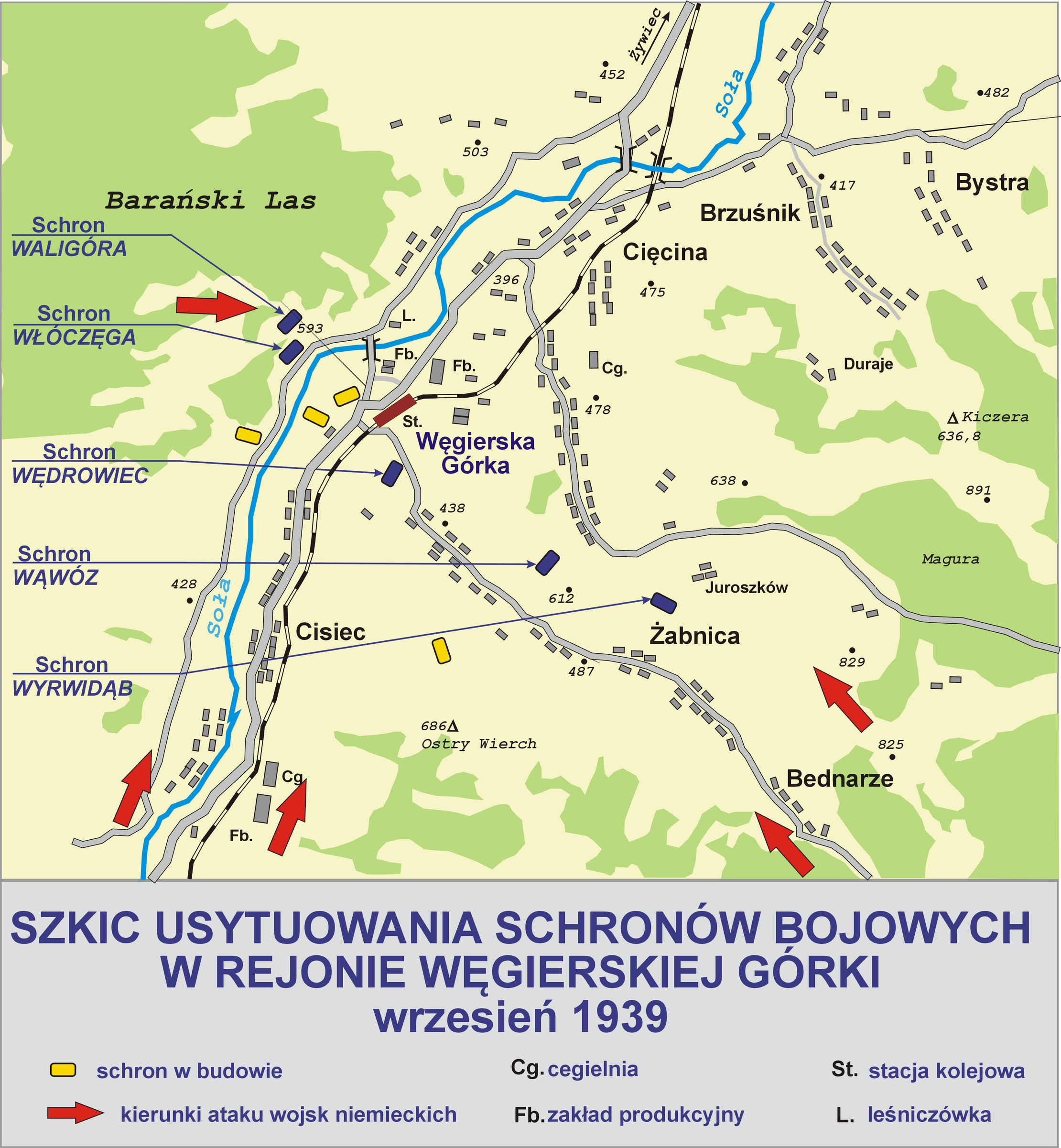
Schutzstand neben Węgierska Górka im Jahre 1939

## Gemeinde
Die Landgemeinde (gmina wiejska) Węgierska Górka gliedert sich auf einer Fläche von 77,06 km² in folgende Ortsteile (sołectwo):
- Cięcina
- Cisiec
- Węgierska Górka
- Żabnica

Nachbargemeinden sind Jeleśnia, Milówka, Radziechowy-Wieprz und Ujsoły. Der Gemeinderat von Węgierska Górka hat 15 Mitglieder.

## Verkehr
Durch die Gemeinde verläuft die Schnellstraße S69 (teilweise im Bau) Bielsko-Biała–Żywiec–Zwardoń (PL/SK) und der Schienenweg Kattowitz–Zwardoń (PL/SK)